# بطولة العالم لسباقات فورمولا 1 موسم 1988
بطولة العالم لسباقات فورمولا 1 موسم 1988 عقدت في سنة 1988 م، وفاز بها آيرتون سينا (بالإنجليزية: Ayrton Senna)‏ من فريق ماكلارين (بالإنجليزية: McLaren)‏ بسيارته الهوندا. آيرتون سينا الذي بدأ السباق في الخط رقم 13 حصل على أفضل توقيت في الجولة 3 من السباق في أسرع لفة له. هذا السائق في المجموع حصد 90 نقطة.

## الوصلات الخارجية
- الموقع الرسمي للفورمولا 1